# Лисиевская, Фридерика Юлия
Фридерика Юлия Лисиевская (нем. Friederike Julie Lisiewska; 26 декабря 1772, Дессау, Ангальт-Дессау — 27 апреля 1856, Висмар, Германский союз) — немецкая художница польского происхождения.

## Биография

Герб Лисиевских — Дрыя

Дочь художника-портретиста Кристофа Лисиевского (1725—1794), внучка художника Георга Лисиевского (1674—1750), уроженца Польши (ныне место рождения Георга Лисиевского находится на территории Львовской области Украины. Фридерика Юлия Лисиевская приходилась двоюродной сестрой художникам Георгу Давиду Матьё (1737—1778), Розине Кристиане Людовике Матьё (1748—1795) и Леопольду Матьё (1750—1778). Двоюродные братья и сёстры Фридерики Юлии Лисиевской были детьми её теток Доротеи Элизабет (1711—1740) и Барбары Розины от двух браков с художником Давидом Матьё (1697—1756). Племянница художниц Анны Розины де Гаск (1713—1783) и Анны Доротеи Тербуш (1721—1782). Родилась в Дессау, где работал придворным живописцем её отец. В дальнейшем отец Фридерики стал придворным художником в Мекленбург-Шверине и дочь вместе с ним переехала в  Людвигслуст — резиденцию мекленбургского владетельного герцога Фридриха Благочестивого. 
Живописи Фридерика обучалась под руководством своего отца. Уже в 1786 году она выполнила пастелью два портрета герцогини Луизы, супруги герцога. В 1792 году герцогская чета выделила ей стипендию для поездки в Берлин, где Фридерика смогла продолжить своё обучение под руководством живописца Бернхарда Роде. 
В 1793 году Фридерика Лисиевская выполнила портрет своего отца, который современники сочли настолько удачным, что Фридерика в том же году стала действительным членом Прусской академии художеств. С тех пор и до 1810 года она регулярно участвовала в выставках академии. 
В 1794 году, после смерти отца, она завершила начатый им портрет герцога Фридриха Франца. Созданный ею  портрет берлинского теолога Иоганна Фридриха Цельнера вплоть до Второй Мировой войны украшал одно из помещений берлинской Мариенкирхе. Когда в 1802 году в Мекленбурге скончался Кристиан Людвиг Зеехас, сменивший за восемь лет до этого её отца в должности мекленбургского придворного живописца, Фридерика подала герцогу мекленбургскому прошение с надеждой, что теперь эту должность получит она. Однако в ответном вежливом письме ей сообщили, что, в рамках взятого новым герцогом курса на экономию средств, должность придворного художника упраздняется. Зимой 1811/1812 года Лисиевская прислала целый ящик своих картину в Веймар Иоганну Вольфгангу Гёте в надежде продать их Веймарскому двору. Сохранилось вежливое ответное письмо Гёте по этому поводу, однако, продать картины не удалось.
В 1814 году Лисиевская уехала к своей сестре в Гревесмюлен, где прожила практически четверть века, а в 1838 году переселилась в Висмар. В этот период она регулярно посылала свои картины ко двору великого герцога мекленбургского, а взамен получала денежные подарки. В 1838 и 1840 годах она снова принимала участие в выставках Берлинской академии. Тем не менее, материальное положение Лисиевской, вероятно, оставалось не слишком устойчивым в течение всей её жизни. 
Начав свою карьеру в живописи с портрета, в поздние годы  Лисиевская писала преимущественно жанровые сцены. Она скончалась в Висмаре в глубокой старости. В музеях Германии сохранился ряд её картин, в том числе автопортрет, написанный около 1820 года — в Германском национальном музее в Нюрнберге.

## Галерея

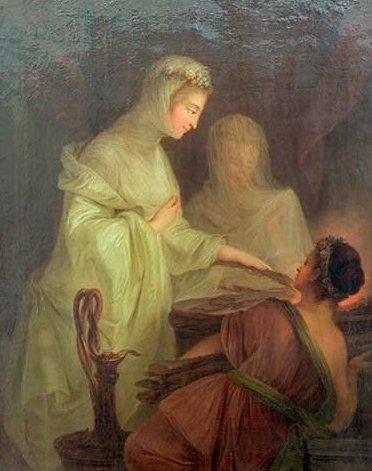
Весталки перед алтарём богини Весты. Художественный музей Шверина, Шверин, Германия.
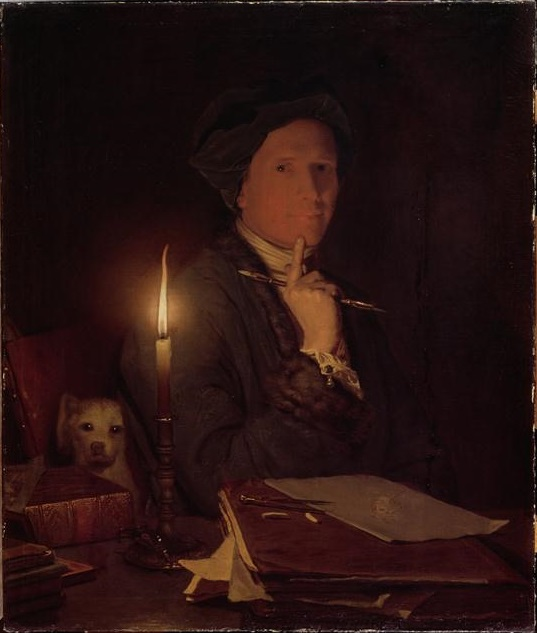
Портрет отца, художника Кристофа Лисиевского[К 1]. Художественный музей Шверина.
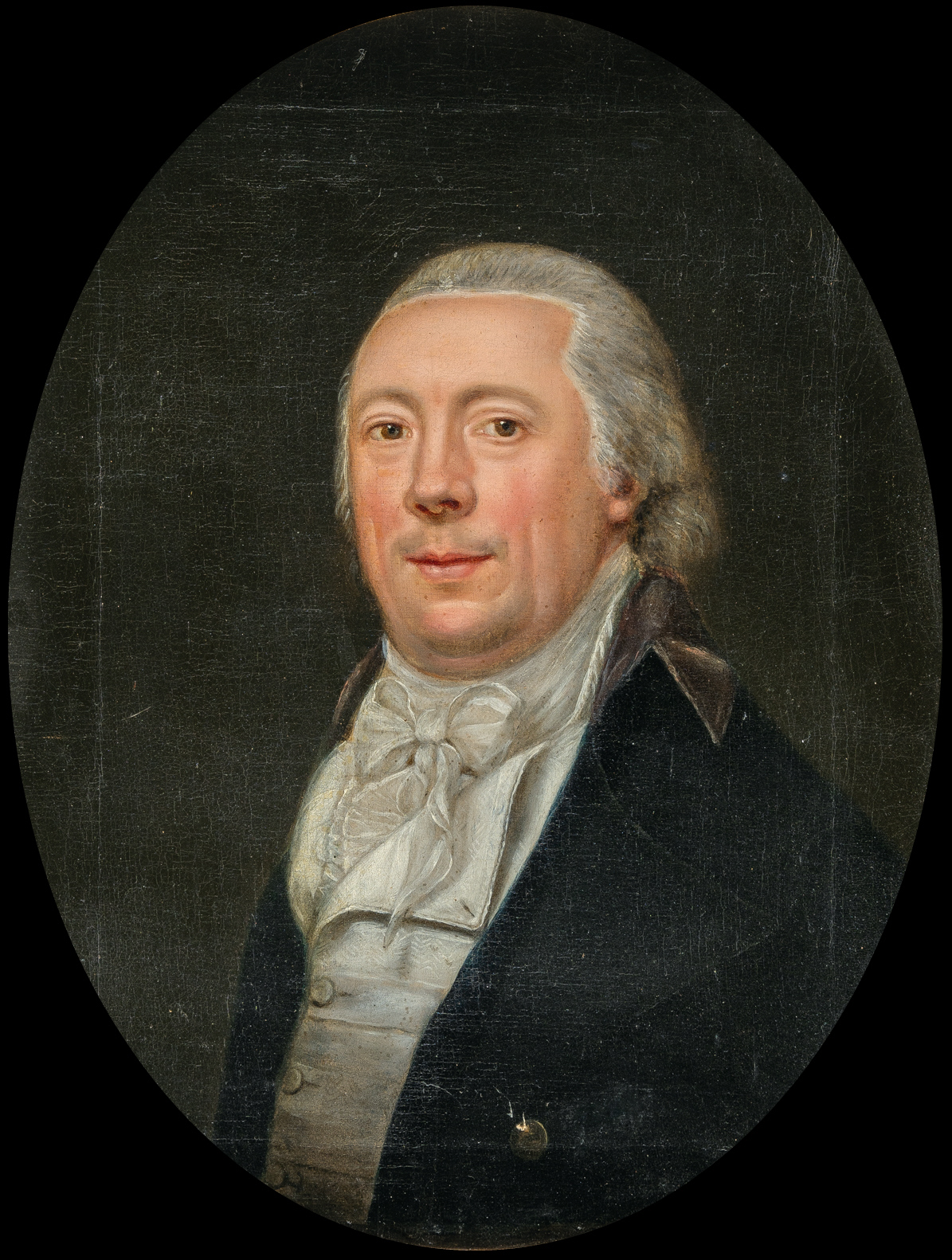
Портрет профессора—акушера Бенжамина Осиандера (нем.[нем.])
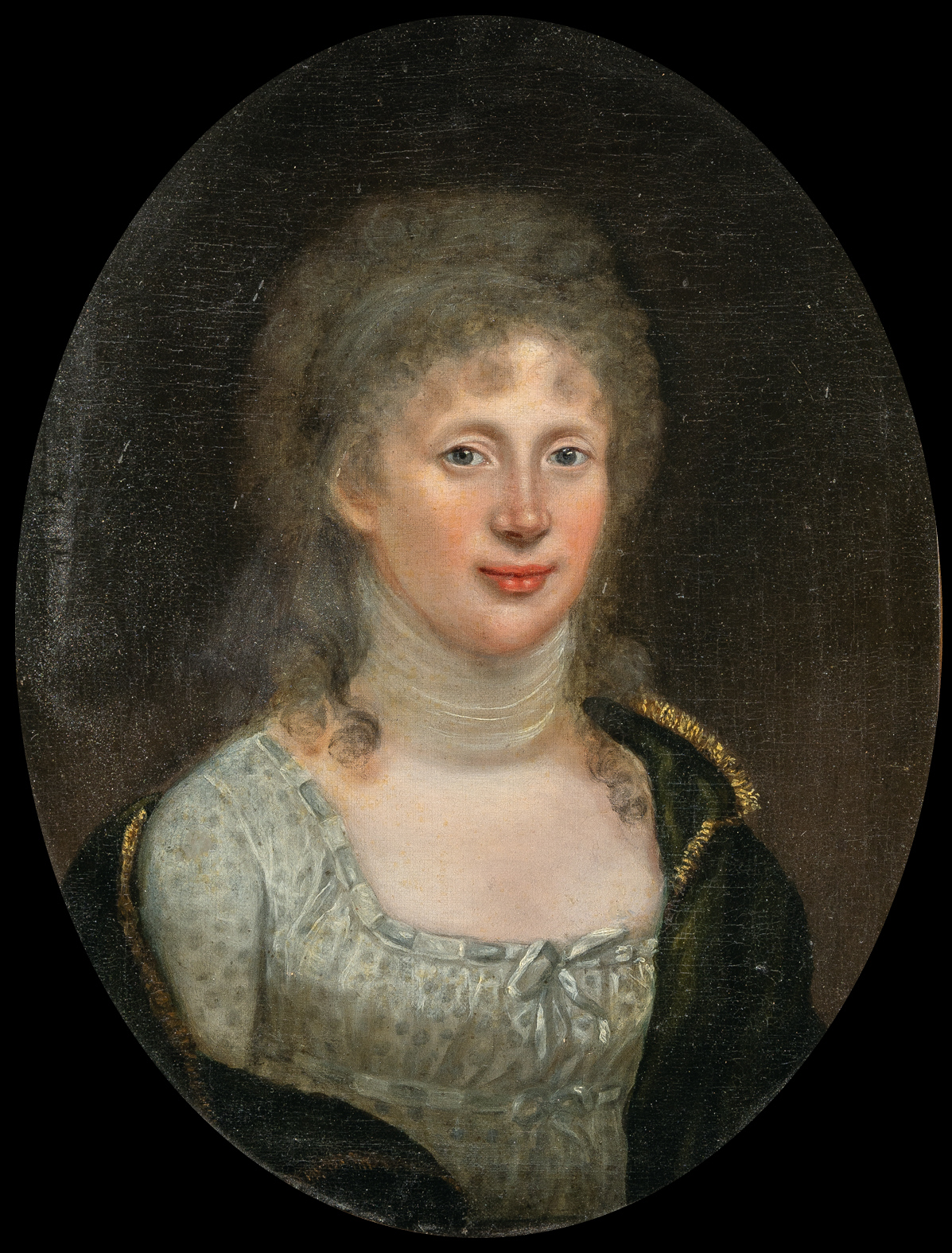
Портрет Луизы Осиандер, жены профессора.
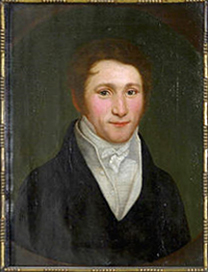
Портрет юриста Иоганна Генриха Вирека (1780—1851). Частное собрание.

## Комментарии
1. ↑  По другим данным, его автопортрет.